# Axel Einar Lindskoug

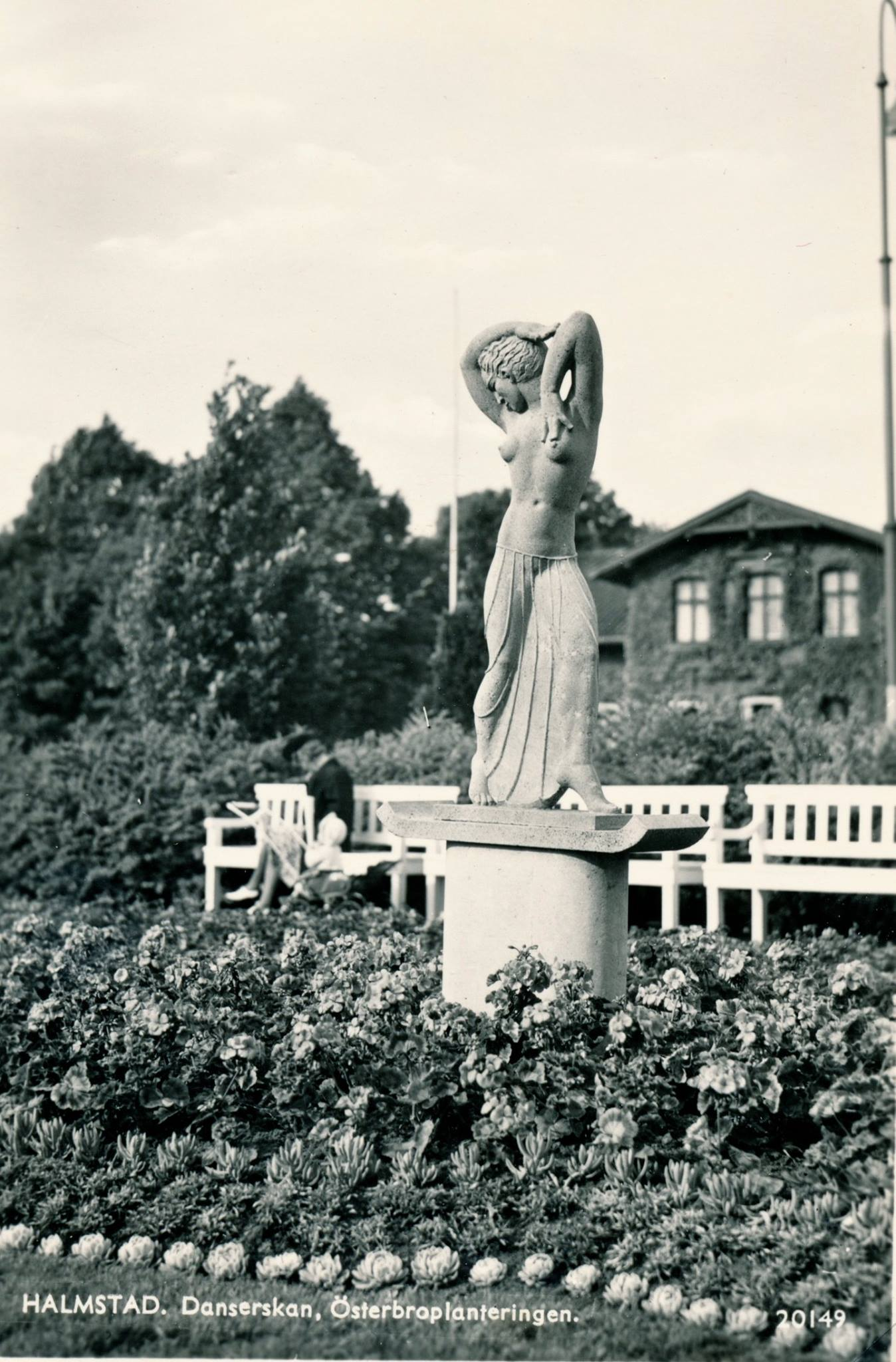
Danserskan, Österbroplaneringen, Halmstad.

Axel Einar Lindskoug, ibland stavat Lindskog, var en svensk skulptör.
Axel Einar Lindskoug har skapat två offentliga skulpturer i konststen i Halmstad:
- Danserskan — Köpmannen Ivar Wennerholm donerade Danserskan till Halmstads kommun att placeras i Österbroplanteringen vid Österskans, nuvarande Picassoparken. Den restes där 1935. Den togs senare bort 1976 efter att ha allvarligt vandaliserats.[1]
- Gunilla[2] — En okänd donator donerade Gunilla till Halmstads kommun[3]. Den placerades senast 1946 med en fontän i en rektangulär grund bassäng i den nordvästra delen av den då nyanlagda Gunillaparken på Väster. Den har vid ett flertal tillfällen vandaliserats.[3]

## Galleri

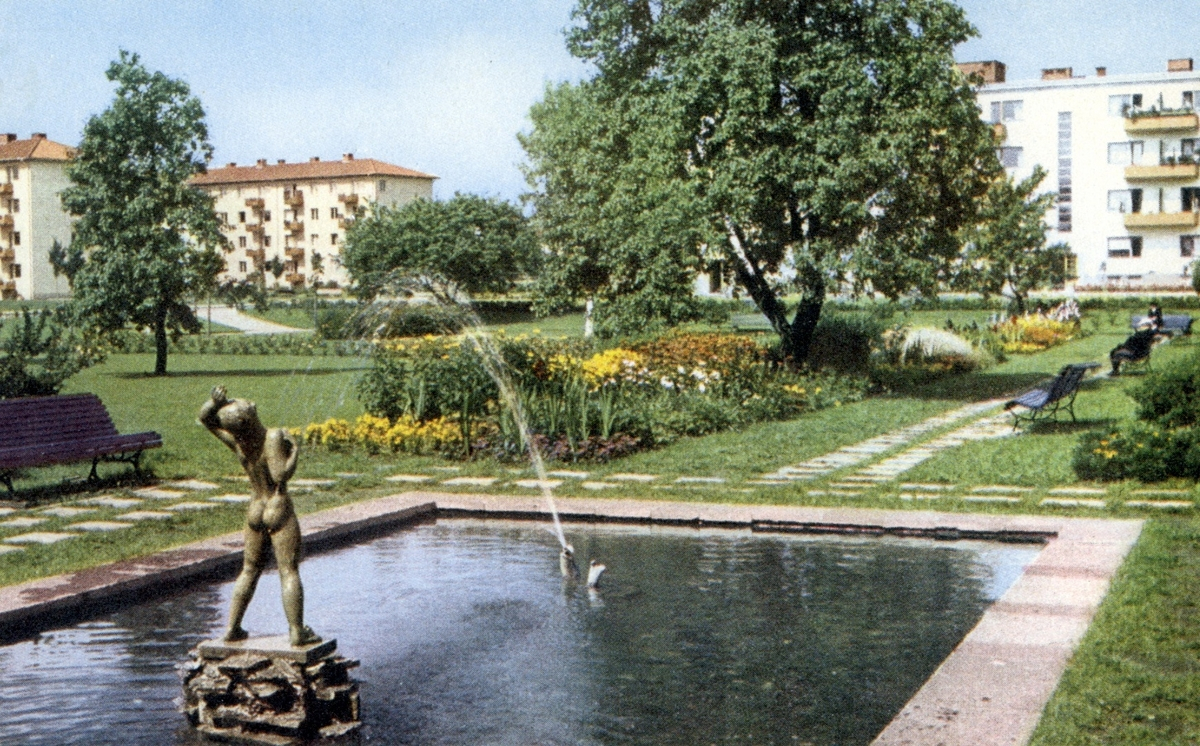
Gunillaparken med originalskulpturen Gunilla, troligen 1950-tal.
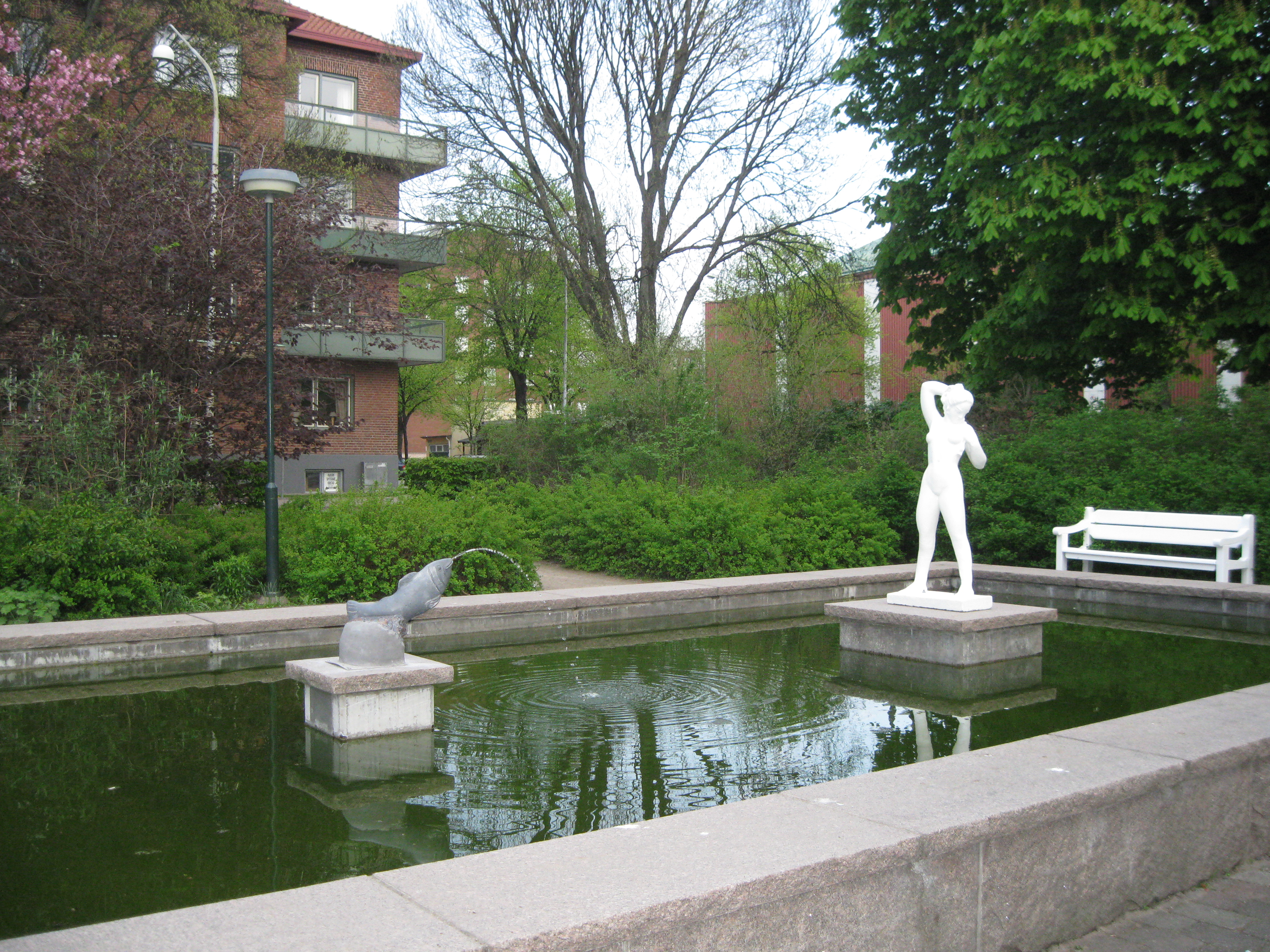
Kopia av Gunilla i Gunillaparken, Halmstad, 2010.